# 哈吉穆拉德·扎伊尔别科维奇·奥马罗夫
哈吉穆拉德·扎伊尔别科维奇·奥马罗夫（羅馬化：Gadzhimurad Zairbekovich Omarov；1962年2月23日—）是俄罗斯政治人物，第三届和第七届国家杜马议员。
1986年，他毕业于达吉斯坦国立大学，获得法学学位。1999年12月19日，他当选第三届国家杜马议员。2016年，他再次出任国家杜马议员一职。